# جایزه دیاگرام
جایزه دیاگرام برای عجیب‌ترین عنوان سال (به انگلیسی: Diagram Group Prize for the Oddest Title) و معمولاً با عنوان کوتاه جایزه دیاگرام شناخته می‌شود؛ یک جایزه ادبی طنز است که هر ساله به یک کتاب با عنوان غیرمعمول داده می‌شود.